# 박공주
박공주 (1986년 2월 19일 ~ )는 대한민국의 희극 배우이다.